# Hypodactylus brunneus
Espèce
Synonymes
- Phrynopus brunneus Lynch, 1975

Statut de conservation UICN

 EN B1ab(iii) : En danger
Hypodactylus brunneus est une espèce d'amphibiens de la famille des Craugastoridae.

## Répartition
Cette espèce se rencontre entre 3 100 et 3 200 m d'altitude dans la cordillère Orientale, :
- dans la province de Carchi dans le nord de l'Équateur
- dans le département de Nariño dans le sud-ouest de la Colombie

## Description
Le mâle holotype mesure 25,8 mm.

## Publication originale
- Lynch, 1975 : A review of the Andean leptodactylid frog genus Phrynopus. Occasional Papers of the Museum of Natural History University of Kansas, vol. 35, p. 1-51 (texte intégral).